# Ngựa kéo cày Hà Lan
Ngựa kéo cày Hà Lan, (tiếng Hà Lan: Nederlands Trekpaard), là một giống ngựa kéo cày có nguồn gốc từ Hà Lan. Giống ngựa này là một giống ngựa máu lạnh, có tính khí khá bình tĩnh; thân hình giống ngựa này đồ sộ và khả năng chống chịu tốt. Giống ngựa này được sinh sản vào đầu thế kỷ XX ở tỉnh Zeeland, và có thể vì lý do đó được gọi là Ngựa Zeeland hoặc theo tiếng Hà Lan: Zeeuwse Paard.:462 Giống ngựa này bắt nguồn từ việc lai tạo giống ngựa địa phương Zeeland với Giống ngựa Ardennes của Bỉ và Ngựa Brabant, giống rất giống nhau.

## Lịch sử
Ngựa kéo cày Hà Lan được tạo ra trong những năm sau Chiến tranh thế giới thứ nhất bằng việc lai tạo giống ngựa hạng nặng của tỉnh Zeeland với ngựa cổ Ardennes và ngựa Brabant từ nước Bỉ láng giềng.:273:462 Cho đến sau Thế giới thứ hai Chiến tranh, nó là giống ngựa Hà Lan quan trọng nhất, nhưng với cơ giới hóa nông nghiệp, giống ngựa này đã gặp phải sự suy giảm số lượng nghiêm trọng nhất. Năm 2009, quần thể giống được báo cáo là 1424. Có hai hiệp hội các nhà lai tạo cho giống ngựa này: Koninklijke Vereniging Het Nederlandse Trekpaard en de Haflinger ("hiệp hội hoàng gia cho Nederlands Trekpaard và Haflinger") và Stichting Werkend Trekpaard Zeeland, tổ chức trước đây được thành lập năm 1914, và nhận được Hiến chương hoàng gia vào năm 1948.

## Đặc điểm
Ngựa kéo cày Hà Lan là một giống ngựa máu lạnh khổng lồ, với các động tác tự do, tính khí bình tĩnh và khả năng chịu đựng tốt.:273 Đôi chân có nhiều lông.